# CGC Viareggio 1987-1988
Questa voce raccoglie le informazioni riguardanti del CGC Viareggio nelle competizioni ufficiali della stagione 1987-1988.

## Stagione
Tredicesimo campionato di Serie A1. Stagione tanto attesa e tanto travagliata a dir poco. Oltre a confermare in blocco la formazione arrivata terza nello scorso campionato, radio-mercato informa che il Viareggio voglia acquistare un altro nazionale italiano per la difesa. Sarebbe il tassello mancante. Ma le richieste economiche della società del giocatore sono esorbitanti. Il CGC è costretto a rinunciare.
La stagione parte subito male: i bianconeri sono eliminati al primo turno di Coppa Italia dal Valdagno, squadra di serie A2. L'allenatore Cosci dà le dimissioni. Al suo posto viene chiamato Marco Bresciani.
Fino metà del girone d'andata, il Viareggio è secondo e gioca abbastanza bene. Poi avvengono un filotto di sconfitte, che fanno precipitare la squadra a metà classifica. A metà campionato viene esonerato Bresciani e richiamato Cosci: la società alza la voce con la squadra, perché è fuori addirittura dai play-off.
All'ultima giornata, vincendo a Forte dei Marmi è matematicamente nei play-off, come ottava. Certamente non era nel programma alla vigilia del campionato.
Agli ottavi il CGC incontra il Valdagno, che ad inizio stagione lo ha eliminato in coppa Italia. Ma questa volta sono i bianconeri a qualificarsi.
Nei quarti troverà il Novara: gli azzurri vincono la partita d'andata. Al ritorno il Viareggio vince 7-6 ai supplementari con un gol di Bertolucci.
Il Novara presenta ricorso, in quanto il suo portiere di riserva sarebbe stato colpito da una moneta. C'è un precedente: l'anno prima il viareggino Moreta è stato colpito con un pugno a Vercelli, ma il giudice sportivo ha respinto il ricorso bianconero. Questa volta il giudice sportivo accetta il ricorso e dà vittoria a tavolino al Novara (2-0), che passa il turno. Per plateale protesta il presidente Nava si dimette: si ha la sensazione di due pesi e due misure.
In Coppa CERS, per la prima volta nella sua storia, il CGC Viareggio elimina agli ottavi lo Sporting Lisbona, una delle società più titolate, ma si arrende al Paco de Arcos nei quarti dopo una partita giocata due giorni per mancanza di energia elettrica al palazzetto portoghese, mentre il Viareggio stava vincendo.

## Maglie e sponsor
Lo sponsor ufficiale per la stagione 1987-1988 fu Levante Assicurazioni.
| 1ª divisa | 2ª divisa |

## Organico

### Giocatori
Dati tratti dal sito internet ufficiale della Federazione Italiana Sport Rotellistici.
| N° | Naz.                 | Ruolo | Sportivo              |  |  |  |
| -- | -------------------- | ----- | --------------------- |  |  |  |
| 1  | Italia (bandiera)    | P     | Andrea Gemignani      |  |  |  |
| 10 | Italia (bandiera)    | P     | Alessandro Pardini    |  |  |  |
| 3  | Italia (bandiera)    | E     | Alessandro Barsi      |  |  |  |
| 5  | Italia (bandiera)    | E     | Silvano Paoli         |  |  |  |
| 4  | Italia (bandiera)    | E     | Gino Marabotti        |  |  |  |
| 4  | Italia (bandiera)    | E     | Benetti               |  |  |  |
| 7  | Italia (bandiera)    | E     | Alessandro Bertolucci |  |  |  |
| 9  | Argentina (bandiera) | E     | Carlos Moreta         |  |  |  |
| 6  | Argentina (bandiera) | E     | Nelson Jaime          |  |  |  |
| 8  | Italia (bandiera)    | E     | Riccardo Bertolucci   |  |  |  |
| 2  | Italia (bandiera)    | E     | Sergio Mazzoni        |  |  |  |